# Батайніца – Зворник
Батайніца – Зворник – сербський газопровід, через який здійснюється подача ресурсу до кордону з Боснією.  
1979 році до Югославії розпочали імпорт радянського природного газу, головним споживачем якого на першому етапу був металургійний комбінат у Зениці (Боснія). Призначений для цього газопровід пройшов до Батайніци на західній околиці Белграду, звідки розташованого за понад сотню кілометрів на південний захід до боснійського Зворнику проклали відтинок діаметром 406 мм (наразі носить назву РГ-04-05, Розподільний газопровід 04-05).  
Перекачування газу до Боснії забезпечує компресорна станція Батайніца, введена в експлуатацію у 1980 році. Вона забезпечує роботу ділянки до Зворника з робочим тиском 5 МПа.
На кордоні з Боснією ресурс передається до газопроводу Зворник – Сараєво – Зеніца.